# Ален Шаба
Ален Шаба (фр. Alain Chabat; *24 листопада 1958, Оран, Алжир)  — французький актор, режисер, сценарист, продюсер.

## Життєпис

### Дитинство
До Франції родина Шаба переїхала у 1963. У дитинстві був «дитиною-дзигою», через неспокійну поведінку поміняв 12 шкіл. Захоплювався коміксами, створював їх сам.

### Кар’єра
Після школи працював ді-джеєм на радіо. Був поміченим телепродюсером Canal+ і запрошений на телебачення.
Разом з Ш. Лобі, Б. Карретом та Д.Фуррузжа створив гумористичну пародійну комік-групу «Les Nuls» («Ніякі»), яка стала популярною у Франції. «Ніякі» знімали кліпи, пародії, гумористичні телепроєкти.

### На екрані
Вперше на екрані Ален з’явився у 1992 р. в телефільмі «Професійні секрети доктора Апфельглюка», а в комедії «Місто страху» (1994) Шаба зіграв інспектора Сержа Карамазофа.
Жозіан Баласко, відома комедійна акторка, знімає Алена Шаба в комедії «Заклятий газон» (1995), фільм мав успіх поза межами Франції  — по всій Європі і США.
У 1997 Ален Шаба вже виступає як режисер-постановник створивши комедію «Дідьє», де зіграв головну роль. Цей фільм приносить йому популярність. До того ж фільм отримує премію «Сезар», як найкраща дебютна стрічка. У тому ж році грає у фільмі Алена Карно «Кузен», де пробує себе в драматичному амплуа.
У 2002 році Ален Шаба створює масштабну на спец-ефекти комедію «Астерікс і Обелікс: Місія Клеопатра». За результатами прокату у Франції стрічка поступилася «Титаніку». Шаба зіграв у цьому фільмі роль Юлія Цезаря. За цю роль був номінований на приз глядацьких симпатій Європейської кінопремії 2002.

### Фільмографія
| Рік  | Назва українською                          | Оригінальна назва                                | країна                      | роль                          |
| ---- | ------------------------------------------ | ------------------------------------------------ | --------------------------- | ----------------------------- |
| 2017 | Санта і компанія                           | Santa et Cie                                     | Франція                     | Санта                         |
| 2017 | Валеріан і місто тисячі планет             | Valerian and the City of a Thousand Planets      | Франція                     | пірат Боб                     |
| 2013 | Піна днів                                  | L'écume des jours                                | Франція, Бельгія            | Гуффе                         |
| 2012 | Тисяча слів                                | A Thousand Words                                 | США                         | Крістіан Леже де ла Туфф      |
| 2009 | Трезор                                     | Trésor                                           | Франція                     | Жань-П’єр, (головна роль)     |
| 2009 | Ніч у музеї 2                              | Night at the Museum 2: Battle of the Smithsonian | США                         | Наполеон                      |
| 2008 | Нас двоє                                   | La Personne aux deux personnes                   | Франція                     | Габрієль Жиль, (головна роль) |
| 2008 | Крутий татусь                              | 15 ans et demi                                   | Франція                     | Норберт                       |
| 2006 | Наука сну                                  | Science des rêves, La                            | Італія, Франція             |                               |
| 2006 | Як одружитися і залишитися неодруженим     | Prête-moi ta main                                | Франція                     | Луї Коста, (головна роль)     |
| 2005 | Батько                                     | Papa                                             | Франція                     |                               |
| 2004 | Вони одружилися, і у них було багато дітей | Ils se marièrent et eurent beaucoup d'enfants    | Франція                     |                               |
| 2004 | Мільйон років до нашої ери                 | RRRrrrr!!!                                       | Франція                     | шаман                         |
| 2003 | Шу-шу                                      | Chouchou                                         | Франція                     | головна роль                  |
| 2003 | Твої руки на моїх сідницях                 | Laisse tes mains sur mes hanches                 | Франція                     |                               |
| 2003 | Хто вбив Памелу Роуз?                      | Mais qui a tué Pamela Rose?                      | Франція                     | Пітер Мак Грей                |
| 2002 | Астерікс і Обелікс: Місія Клеопатра        | Astérix & Obélix: Mission Cléopâtre              | Німеччина, Франція          | Юлій Цезар                    |
| 2001 | Мистецтво спокуси                          | L'Art (délicat) de la séduction'                 | Франція                     |                               |
| 2000 | На чужий смак                              | Le Goût des autres                               | Франція                     | Бруно, (головна роль)         |
| 1999 | Стан паніки                                | La Débandade                                     | Франція                     |                               |
| 1999 | Незначний вплив                            | Trafic d'influence                               | Франція                     |                               |
| 1997 | Кузен                                      | Le Cousin                                        | Франція                     |                               |
| 1997 | Дідьє                                      | Didier                                           | Бельгія, Франція, Швейцарія | Дідьє, (головна роль)         |
| 1996 | Бомарше                                    | Beaumarchais, l'insolent                         |                             |                               |
| 1995 | Французький твист                          | Gazon maudit                                     | Франція                     | Лорен                         |
| 1994 | Шість днів, шість ночей                    | Six Days, Six Nights                             | Франція                     |                               |
| 1994 | Параноя                                    | Parano                                           | Франція                     |                               |
| 1994 | До безумства                               | À la folie                                       | Франція                     |                               |
| 1994 | Місто страху                               | La Cité de la peur                               | Франція                     |                               |
| 1991 | Професіональні таємниці доктора Апфельглук | Les Secrets professionnels du Dr Apfelglück      | Франція                     |                               |
| 1990 | Дитя крові                                 | Baby Blood                                       | Франція                     |                               |

#### Озвучування
| Рік  | Назва українською      | Назва французькою     | країна  |
| ---- | ---------------------- | --------------------- | ------- |
| 2003 | Ключі від машини       | Clefs de bagnole, Les | Франція |
| 1993 | Американська мандрівка | Classe américaine, La | Франція |

#### Режисер
| Рік  | Назва українською                      | Оригінальна назва                   | країна                      |
| ---- | -------------------------------------- | ----------------------------------- | --------------------------- |
| 2017 | Санта і компанія                       | Santa et Cie                        | Франція                     |
| 2004 | Мільйон років до нашої ери             | RRRrrrr!!!                          | Франція                     |
| 2002 | Астерікс та Обелікс: Місія «Клеопатра» | Astérix & Obélix: Mission Cléopâtre | Німеччина, Франція          |
| 1997 | Дідьє                                  | Didier                              | Бельгія, Франція, Швейцарія |

#### Сценарист
| Рік  | Назва українською                      | Назва французькою                   | країна                      |
| ---- | -------------------------------------- | ----------------------------------- | --------------------------- |
| 2017 | Санта і компанія                       | Santa et Cie                        | Франція                     |
| 2009 | Маленький Ніколя                       | Petit Nicolas, Le                   | Бельгія, Франція            |
| 2006 | Як одружитися і залишитися неодруженим | Prête-moi ta main                   | Франція                     |
| 2005 | Батько                                 | Papa                                | Франція                     |
| 2004 | Мільйон років до нашої ери             | RRRrrrr!!!                          | Франція                     |
| 2002 | Астерікс і Обелікс: Місія Клеопатра    | Astérix & Obélix: Mission Cléopâtre | Німеччина, Франція          |
| 1997 | Дідьє                                  | Didier                              | Бельгія, Франція, Швейцарія |
| 1994 | Місто страху                           | La Cité de la peur                  | Франція                     |

#### Продюсер
| Рік  | Назва українською                      | Назва французькою                   | країна                      |
| ---- | -------------------------------------- | ----------------------------------- | --------------------------- |
| 2010 | Малюки                                 | Bébé(s)                             | Франція, документальний     |
| 2009 | Тисяча слів                            | A Thousand Words                    |                             |
| 2009 | Невелика гра                           | A Little Game                       | США                         |
| 2008 | Нас двоє                               | Personne aux deux personnes, La     | Франція                     |
| 2007 | Велика родина                          | Big Family                          | Франція, короткометражний   |
| 2006 | Як одружитися і залишитися неодруженим | Prête-moi ta main                   | Франція                     |
| 2002 | Астерікс та Обелікс: Місія «Клеопатра» | Astérix & Obélix: Mission Cléopâtre | Німеччина, Франція          |
| 1997 | Дідьє                                  | Didier                              | Бельгія, Франція, Швейцарія |